# Задорожний Сергій Миколайович
Сергій Миколайович Задорожний  (нар. 14 жовтня 1963, Шахти, Ростовська область, РРФСР) — генеральний директор «Харківського державного авіаційного виробничого підприємства (ХДАВП)».

## Біографія

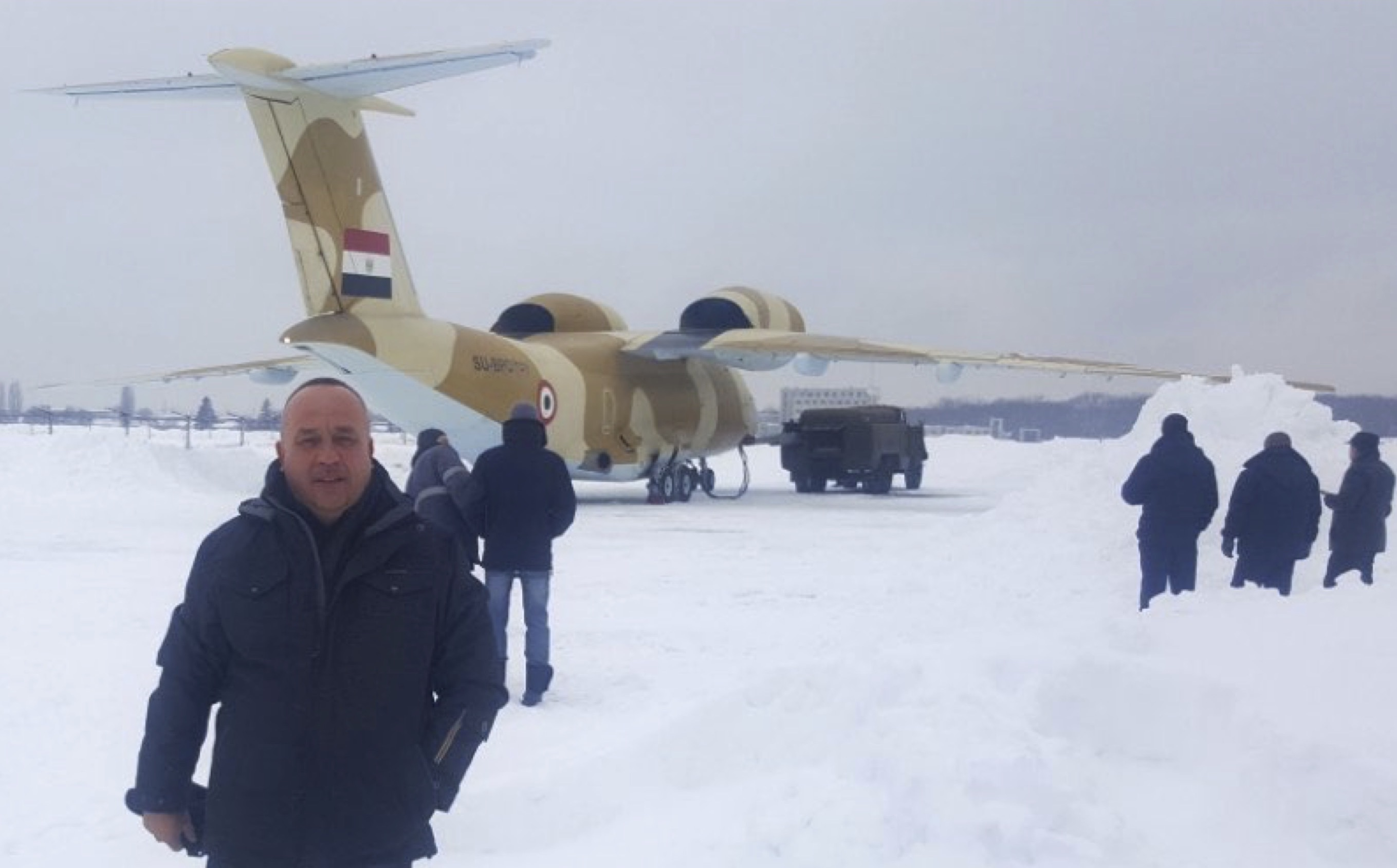
Генеральний директор ХДАВП Сергій Задорожний на засніженому аеродромі «Сокольники» проводжає в Каїр єгипетський літак Ан-74Т-200А після проведення технічного обслуговування на Харківському авіазаводі (Харків, 28 грудня 2018)»

У 1981 році, після закінчення середньої школи, навчався в Харківському авіаційному інституті на факультеті літакобудування, який закінчив у 1987 році. Під час навчання в інституті у 1986 році тимчасово працював на Харківському авіаційному заводі та Харківському машинобудівному заводі «ФЕД».
Після закінчення Харківського авіаційного інституту ім. М.Є.Жуковського, у травні 1987 року, розпочав свою трудову діяльність на Харківському авіаційному заводі на посаді інженера-технолога, а з жовтня 1987 року — майстра виробничої ділянки. У 1990-2002 роках — начальник виробничого та зовнішньоекономічного відділів інженерної компанії «ІнтерАМІ». З жовтня 2002 до лютого 2005 року — директор заводу «ТОРА (Технічне обслуговування і ремонт авіатехніки)» ХДАВП. З лютого 2005 року директор департаменту з комерційних питань ХДАВП, а з травня 2007 до березня 2008 року — виконувач обов’язки генерального директора ХДАВП.
Потім працював на різних посадах в приватному та державному промисловому секторі: комерційний директор підприємства «Фартінпром» (2009), комерційний директор ТОВ «Петріот Еір» (2010), заступник технічного директора та заступник головного інженера по авіаційному виробництву ДП «Завод 410 Цивільної Авіації» (2010-2011 ), заступник директора Департаменту координації виробництва і закупівель спільного підприємства ТОВ «ОАК-Антонов».
З червня 2018 року — на посаді генерального директора ХДАВП.
Має доньку (1986 р.н.) та сина (1999 р.н.). 

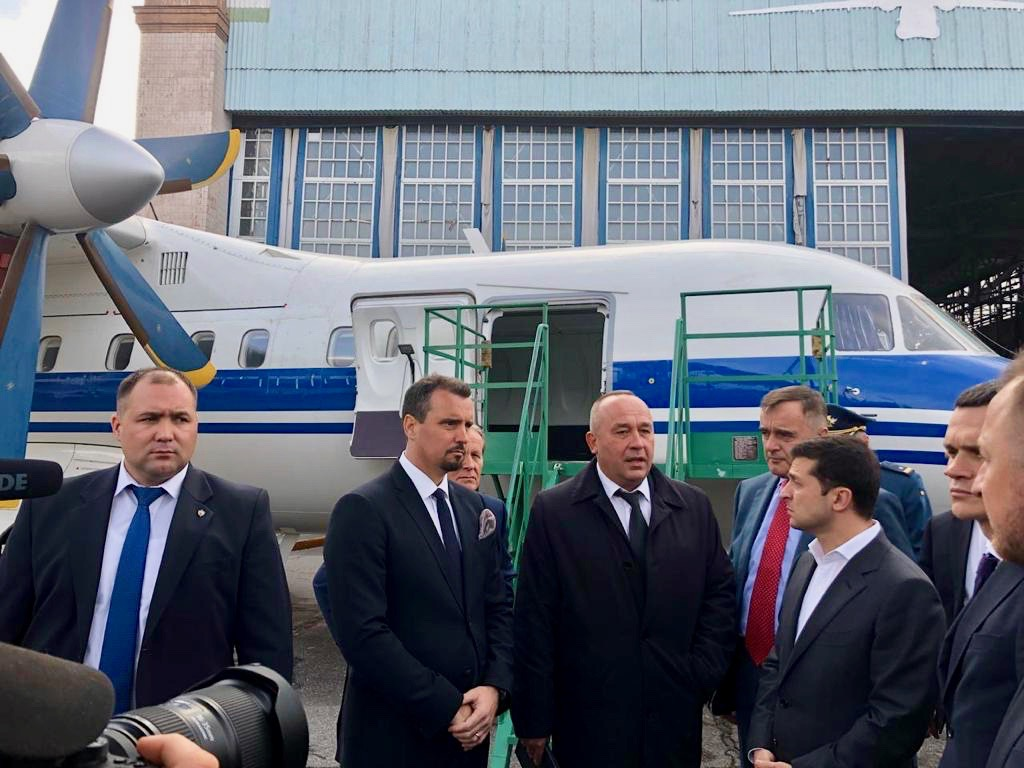
Біля літака Ан-140-100 під час візиту Президента України Володимира Зеленського на ХДАВП. Генеральний директор Харківського авіазаводу Сергій Задорожний доповідає про перспективи літаків Ан-140 на міжнародному ринку (Харків, ХДАВП, 6 листопада 2019)»

Одним із значущих персональних результатів стало досягнення у 2007 році прибутковості контракту з виробництва літаків Ан-140-100 за рахунок підвищення вартості людино-годин на ХДАВП під час кооперації з Іраном. 
З 2018 року, після тривалої перерви, розпочато  відновлення серійного виробництва літаків Ан-74 та Ан-140 на ХДАВП; під керівництвом Сергія Задорожного ведуться перемовини з Міністерством оборони України та Національною гвардією України щодо придбання ними літаків, які нині перебувають на заводі у високому ступені готовності.